# Yvon Riemer
Pour les articles homonymes, voir Riemer.
Yvon Riemer, né le 5 octobre 1970 à Strasbourg, est un lutteur français, et licencié à Schiltigheim.

## Biographie
Champion du monde en 1995 en lutte gréco-romaine, il arrête sa carrière en 2001. Il entre dans l'encadrement sportif de l'Olympia Lutte Schiltigheim, club de lutte situé dans la banlieue de Strasbourg, à la fin des années 2000 et occupe un emploi au service des sports de la ville de Schiltigheim. Il est passionné de la pêche.  
Il est marié avec la championne du monde de lutte libre, Sophie Pluquet.    

## Palmarès

### Jeux olympiques
- 5e place aux Jeux olympiques de Barcelone en 1992.
- 15e place aux Jeux olympiques de Sydney en 2000.

### Championnats du monde senior
- Médaille d'or en 1995
- Médaille d'argent en 1999
- Médaille de bronze en 1993
- Médaille de bronze en 1991

### Championnats d'Europe senior
- Médaille de bronze en 1997, à Kouvola
- Médaille d'argent en 1992, à Copenhague

### Jeux méditerranéens
- Médaille d'or en 1997
- Médaille d'or en 1991

### Championnat du Monde Cadets
- Médaille d'argent en 1985 à Clermont Ferrand

### Championnats d'Europe cadets
- Médaille d'or en 1986 en lutte gréco-romaine
- Médaille d'or en 1986 en lutte libre
- Championnat d’Europe junior
- médaille d’or en 1987 en lutte greco romaine
- championnat du monde espoir
- médaille d’or en 1989 en lutte greco romaine